# مجانی
مجانی (به صربی: Međani) یک منطقهٔ مسکونی در صربستان است که در پریژپولجه واقع شده‌است. مجانی ۸۰ نفر جمعیت دارد.